# بلاينفيو (تينيسي)
بلاينفيو (بالإنجليزية: Plainview, Tennessee)‏ هي مدينة تقع بولاية تينيسي في وسط شرق الولايات المتحدة. تبلغ مساحة هذه المدينة 16.7 (كم²)، وترتفع عن سطح البحر 346 م، بلغ عدد سكانها 2125 نسمة في عام 2010 حسب إحصاء مكتب تعداد الولايات المتحدة وتصل الكثافة السكانية فيها 111.7 نسمة/كم2.

## وصلات خارجية
- The US50 - Cities and Towns in Tennessee State